# Einstein@Home
Einstein@home es un proyecto de computación distribuida desarrollado por Bruce Allen y su equipo. El proyecto ha sido diseñado para buscar ondas gravitacionales en los datos recogidos por varios observatorios LIGO en Estados Unidos, GEO 600 en Alemania, también recoge datos del Radiotelescopio de Arecibo en Puerto Rico y del satélite Fermi de rayos Gamma. De acuerdo con la Teoría General de la Relatividad este tipo de radiación debería ser emitido por estrellas extremadamente densas y en rápido movimiento de rotación, generalmente llamadas estrellas compactas, también hay otros objetos celestes capaces de producir Ondas Gravitacionales con una intensidad suficiente para poder ser recogidas desde los Radiotelescopios de La Tierra como estrellas binarias  o agujeros negros supermasivos que "arrastran" el espacio-tiempo alrededor de ellas mientras rotan.
El programa procesa los datos de los observatorios utilizando Transformadas Rápidas de Fourier o FFT. Las señales resultantes son posteriormente analizadas utilizando el método de igualación mediante filtrado: se calcula cómo sería la señal si hubiese una fuente de ondas gravitacionales en la parte del cielo que se está examinando, tras ello, se compara la señal real con la calculada. Si ambas señales coinciden, la señal analizada se convierte en una candidata para ser analizada en mayor profundidad.
Einstein@home se enmarcó en las actividades que conmemoraron el Año Mundial de la Física en 2005 y, actualmente, está integrado en la infraestructura digital BOINC

## Historia
En enero de 2005 comenzó la búsqueda de participantes que donen gratuitamente tiempo de procesador y en octubre de 2005 había más de cien mil participantes activos, actualmente Einstein@Home cuenta con más de 331.805 usuarios y más de 3.179.068 de ordenadores de todo tipo, siendo así el segundo proyecto que más hosts tiene por detrás de SETI@home.[cita requerida]
Einstein@home analiza datos de cinco mediciones diferenciadas y numeradas desde S1 a S5. En agosto de 2005 se completó el segundo análisis de S3. S3 fue re-analizado después de realizar mejoras sobre los datos y el programa basadas en el primer análisis. Después de esto comenzó el análisis de los datos de más alta calidad de S4. Estaba previsto que S5 fuese analizado a finales de 2005.
Actualmente, quedan aproximadamente 30 días a fecha de 02/12/2012, para acabar de procesar la Serie 6 o S6(S6LV1 search progress), series de datos que intentan buscar Ondas Gravitacionales, el proyecto computa dichos datos a un ritmo de aproximadamente 30.000 unidades de trabajo por día, teniendo en cuenta que la Serie 6 de datos consta de más de 8.760.000 unidades de trabajo.[actualizar]

## Salvapantallas
El programa puede ser ejecutado continuamente o solo cuando el equipo no está siendo utilizado (modo salvapantallas). El salvapantallas de Einstein@Home muestra las estrellas binarias descubiertas hasta el momento (puntos rosas), las zonas del cielo a las que está apuntando cada observatorio y la zona del espacio que el ordenador está analizando en busca de ondas gravitacionales o nuevos pulsares. La imagen es la de la esfera celeste en rotación, con las constelaciones más importantes indicadas. Los puntos rojos en la esfera representan los remanentes de supernovas y los puntos púrpuras los púlsares conocidos. 
Tres marcadores en forma de "L" muestran las direcciones en que apuntan los distintos observatorios interferómetricos de ondas gravitacionales: el marcador rojo representa el interferómetro GEO600 en Hanover, Alemania; el marcador verde representa el interferómetro de 4 km de Livingston, Luisiana; y el marcador azul representa el interferometro de 2 y 4 km en Hanford, Washington. Un marcador en movimiento con la forma de un punto de mira de arma indica los lugares en el cielo donde el equipo está activamente procesando señales de ondas gravitacionales.

## Descubrimientos
El 12 de agosto de 2010 se anuncia el primer descubrimiento sobre el espacio exterior que se realiza en el marco del proyecto Einstein@Home.
El nuevo pulsar, bautizado “PSR J2007+2722” , es una estrella de neutrones que efectúa 41 rotaciones por segundo. Se encuentra en la galaxia a la que pertenece el Sistema Solar, la Vía Láctea, a cerca de 17.000 años luz de la Tierra, en la constelación del Pequeño Zorro.[cita requerida]
Contrariamente a la mayoría de los pulsares que giran tan rápida y regularmente como este, el pulsar recién descubierto está solo y no tiene compañero de órbita.
Un total de 21 nuevos púlsares han sido encontrado por Einstein@Home en los datos del espectrómetro PALFA Mock hasta hoy. Dos nuevos pulsares se han descubierto en los datos obtenidos usando un instrumento más antiguo.